# La Sénia
La Sénia är en kommun i Spanien.   Den ligger i provinsen Província de Tarragona och regionen Katalonien, i den östra delen av landet, 300 km öster om huvudstaden Madrid. Antalet invånare är 6 083. Arean är 108 kvadratkilometer. La Sénia gränsar till Tortosa, Roquetes, Mas de Barberans, Ulldecona, Sant Rafel del Maestrat, Rossell, Puebla de Benifasar, Valderrobres och Beseit / Beceite. 
Terrängen i La Sénia är huvudsakligen lite bergig.